# Liste der Nummer-eins-Hits in Irland (1978)
Diese Liste enthält alle Nummer-eins-Hits in Irland im Jahr 1978. Es gab in diesem Jahr 17 Nummer-eins-Singles.
| Singles |
| --- |
| - Wings – Mull of Kintyre - 10 Wochen (10. Dezember 1977 – 17. Februar 1978) - Brotherhood of Man – Figaro - 1 Woche (18. Februar – 24. Februar) - ABBA – Take a Chance on Me - 1 Woche (25. Februar – 3. März) - Danny Doyle – The Rare Auld Times - 2 Wochen (4. März – 17. März) - Kate Bush – Wuthering Heights - 3 Wochen (18. März – 7. April) - Brian & Michael – Matchstalk Men and Matchstalk Cats and Dogs - 3 Wochen (8. April – 28. April) - The Bee Gees – Night Fever - 3 Wochen (29. April – 19. Mai) - Boney M. – Rivers of Babylon - 5 Wochen (20. Mai – 23. Juni) - John Travolta & Olivia Newton-John – You’re the One That I Want - 8 Wochen (24. Juni – 18. August, insgesamt 9 Wochen) - Clout – Substitute - 1 Woche (19. August – 25. August) - John Travolta & Olivia Newton-John – You're the One That I Want - 1 Woche (26. August – 1. September, insgesamt 9 Wochen) - The Commodores – Three Times a Lady - 3 Wochen (2. September – 22. September) - ABBA – Summer Night City - 1 Woche (23. September – 29. September) - Gloria – One Day at a Time - 1 Woche (30. September – 6. Oktober, insgesamt 2 Wochen) - John Travolta & Olivia Newton-John – Summer Nights - 4 Wochen (7. Oktober – 3. November) - John Travolta – Sandy - 1 Woche (4. November – 10. November) - Gloria – One Day at a Time - 1 Woche (11. November – 17. November, insgesamt 2 Wochen) - Olivia Newton-John – Hopelessly Devoted to You - 1 Woche (18. November – 24. November) - Boney M. – Mary's Boy Child - 7 Wochen (25. November 1978 – 12. Januar 1979) |

Siehe auch: Nummer-eins-Hits 1978 in  Australien, Belgien, Deutschland, Finnland, Frankreich, Italien, Japan, Kanada, Neuseeland, den Niederlanden, Norwegen, Österreich, Schweden, der Schweiz, Spanien, den Vereinigten Staaten und im Vereinigten Königreich.